# Szent Miklós-fatemplom (Egregypósa)
Az egregypósai Szent Miklós-fatemplom műemlékké nyilvánított épület Romániában, Szilágy megyében. A romániai műemlékek jegyzékében az  SJ-II-m-A-05092 sorszámon szerepel.